# シューニャ美術館
シューニャ美術館（シューニャびじゅつかん、Shunya Museum）は、岐阜県大垣市にある画家粟田哲夫が開いている個人美術館。
粟田哲夫が地元に約50年在住しその間に制作した作品が展示されている。
館名の「シューニャ」は、サンスクリット語で「空（くう）」の意味。心を空にして作品を観て欲しいという願いが込められている。
岐阜県まちかど美術館・博物館に登録されている。

## 館内
- アトリエやソファを置いた部屋を併設してあり、くつろいで語らいのできるスペースが設置されている。
- 年3回作品を入れ替えて展示。

## 利用案内
開館時間
11：00 - 17:00
休館日
火曜日
入館料
無料

## アクセス
- 名阪近鉄バス JR大垣駅より「総合庁舎行き」に乗車。「大垣市民病院前」下車。徒歩5分。